# ThinkPad

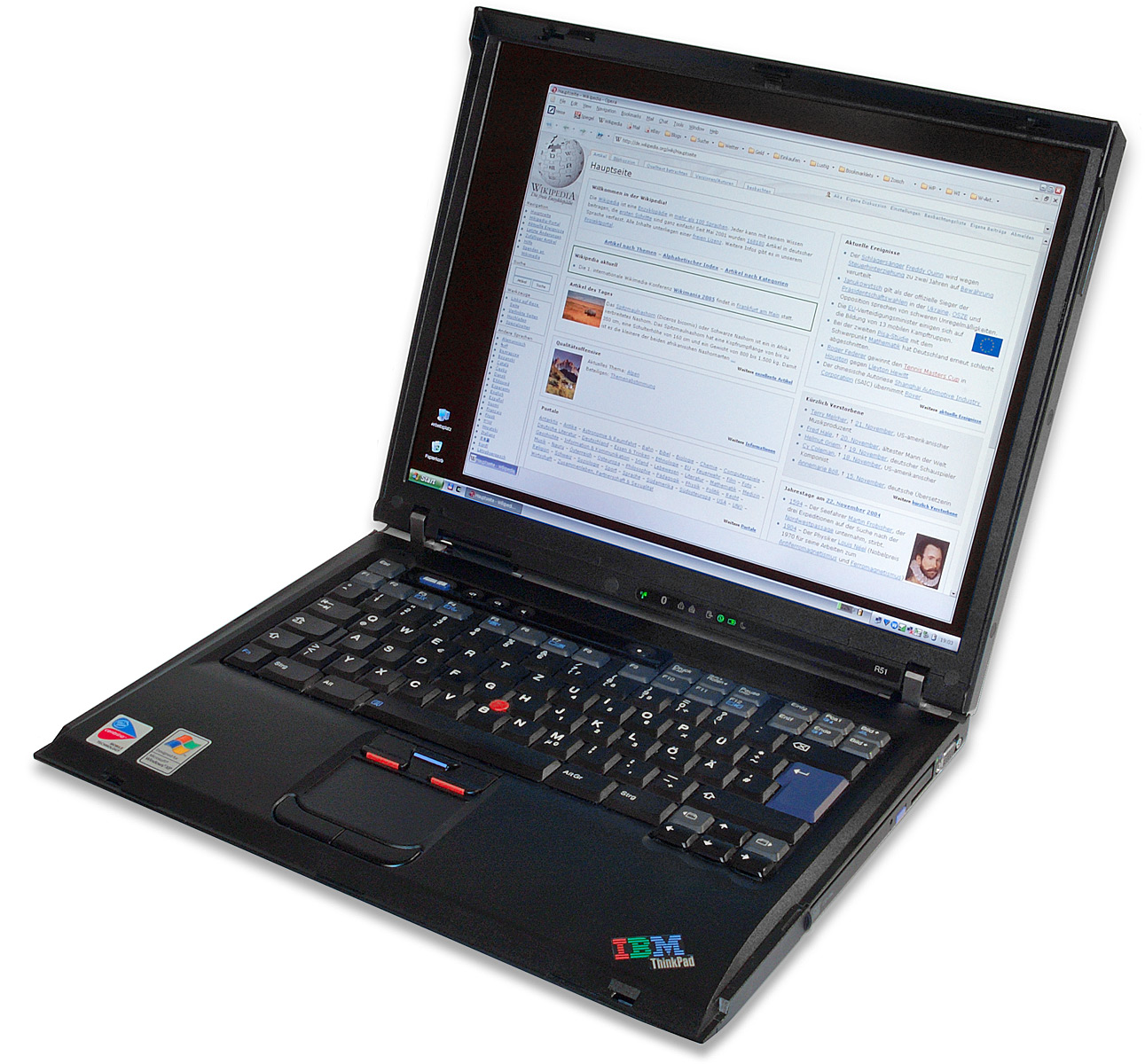
IBM ThinkPad R51

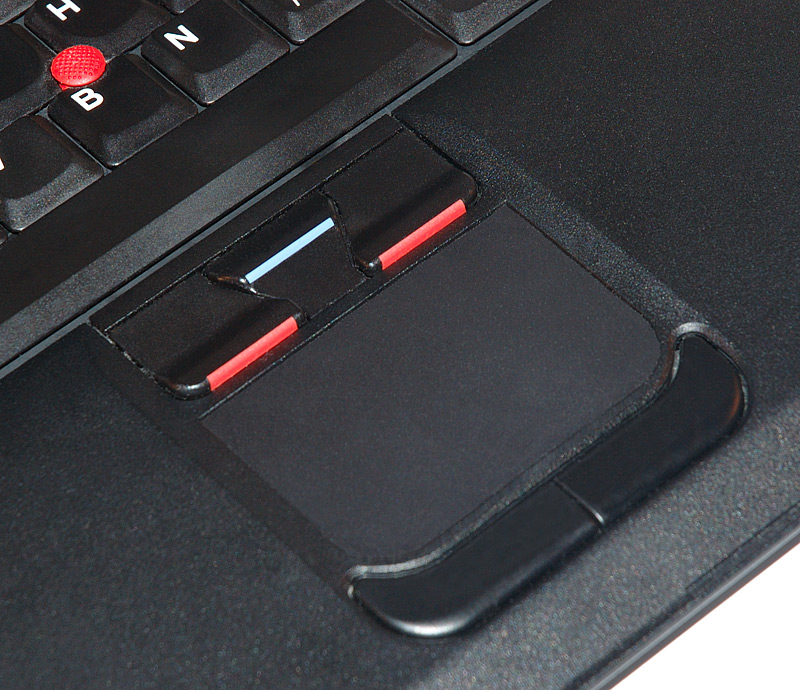
Dispositivo di puntamento. Il Trackpoint (in alto a sinistra) è stato un segno distintivo dei ThinkPad per molti anni, mentre il touchpad (al centro) è un'aggiunta relativamente recente.

ThinkPad è un marchio di computer portatili, originariamente creato e commercializzato da IBM, a partire dal 1992. Dal 1º aprile 2005 la serie ThinkPad viene prodotta e commercializzata da Lenovo, che in tale anno ha acquisito il ramo PC dell'azienda americana.
Il design dei ThinkPad è stato concepito dal designer Richard Sapper, in collaborazione con il IBM Design Center a Yamato, in Giappone. Secondo Sapper, il design del ThinkPad è stato ispirato da una classica scatola di sigari, una semplice forma rettangolare, che rivela una “sorpresa”, il suo contenuto, solo una volta aperta. Il colore nero del Thinkpad contribuisce all'aspetto misterioso dell'oggetto e conferisce più luminosità allo schermo. La forma semplice e il colore nero sono serviti a distinguere significativamente i ThinkPad da altri PC portatili disponibili sul mercato, all'epoca tipicamente grigi. Un accento di colore ben visibile viene dato dal trackpoint centrale in rosso.
Il design dei ThinkPad, a parte certi adattamenti dovuti all'evoluzione delle tecnologie e revisioni delle proporzioni, è praticamente rimasto inalterato dalla prima generazione,

## Modelli

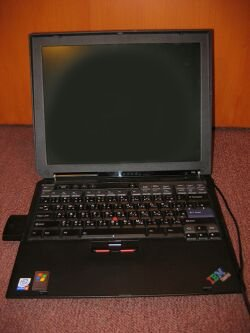
IBM ThinkPad R32

- ThinkPad A: Notebook tutto in uno; pesante, grande. Tre drive in totale, di cui due sono rimovibili. Fuori serie dal 2004. Alcuni dei modelli "p" sono stati tra i primi ThinkPad disponibili con uno schermo da 15 pollici UXGA "Flexview", alcuni indicano anche l'A31p, come prima workstation mobile. Attualmente, riempiono il vuoto i computer della serie W (prodotta da Lenovo).
- ThinkPad G: Sostitutivo dei desktop. Sono grandi e pesanti e la batteria ha durata limitata. Fuori serie dal 2005.
- ThinkPad Serie i: Serie di notebook a basso costo, prodotta da Acer su licenza della IBM. Fuori serie dal 2005.
- ThinkPad R: Notebook per utenza casalinga con due drive interni, uno dei quali rimovibile. I modelli che iniziavano per 'e' erano la versione economica della serie. I modelli R30/R31/R40e invece erano prodotti sotto licenza da Lenovo.
- ThinkPad S: Subnotebook, estremamente piccolo e leggero, prodotto solo per il mercato giapponese.
- ThinkPad T: Piccolo, leggero e robusto, è destinato al mercato aziendale. La lettera T sta per "Titanium", proprio perché questa serie presenta ottime caratteristiche di robustezza e durabilità. Presenta solo un dispositivo rimovibile.
- ThinkPad X: Subnotebook, molto piccolo e leggero, disco rigido interno, senza lettore CD interno, schermo da 12 pollici. Una versione tablet (X41 Tablet)  fu introdotta nel giugno 2005, da Lenovo, seguita in seguito da X60 Tablet nel 2006, X61 Tablet nel 2007 e i più recenti X2xx Tablet
- ThinkPad Z: Il primo ThinkPad destinato all'intrattenimento, con uno schermo wide-screen. È anche il primo ThinkPad presentato da Lenovo dopo l'acquisizione del marchio. La produzione è iniziata nel 2005. La serie Z è la prima, dalla serie i, ad avere i tasti 'Windows' e 'Menu', promossi da Microsoft e comuni nei computer degli altri produttori da metà anni novanta.

## Informazioni e specifiche sui modelli
- ThinkPad 235
  - Tipo 2607, o il 'giapponese' ThinkPad 235, è un interessante prodotto, perché è il progenitore del progetto IBM/Ricoh RIOS. Conosciuto anche come Clavius o Chandra2, contiene caratteristiche insolite come la presenza di 3 slots PCMCIA e l'uso di una doppia batteria per telecamere come fonte d'energia. Monta un processore Intel Pentium MMX 233 MHz, supporta fino a 160 MB di memoria EDO, e un disco rigido da 2,5 pollici interno con supporto per l'UDMA. Hitachi lo nominò Chandra2 come il Prius Note 210.
- ThinkPad serie 300
  - La serie 300 (300, 310, 340, 350, 360, 365, 380, 385, 390 e le rispettive sottoserie) è una famiglia di lungo corso iniziata con un 386SL/25 fino ad arrivare a un Pentium III 450. Sono leggermente più grandi e lenti rispetto alle serie maggiori, in compenso sono meno costosi.
- ThinkPad serie 500
  - La serie 500 (500, 510, 560(E, X, Z), 570(E)) era la linea principale di ThinkPad ultraportatili. Iniziata con il 486SX2-50 Blue Lightning fino al Pentium III 500, queste macchine hanno solo un disco rigido. Tutti gli altri drive erano esterni (o nel caso del modello 570 nella base esterna). Pesavano intorno a 1,8 kg e grazie al loro design eccellente sono ancora in uso oggi.
- ThinkPad serie 600
  - I computer della serie 600 (600, 600E e 600X) sono i diretti predecessori della serie T, e sono leggendari per la loro portabilità e costruzione. I ThinkPad 600 disponevano di uno schermo da 12,1 pollici in SVGA o di uno schermo LCD a 13,3 pollici XGA, un processore Pentium MMX, Pentium II o III, tastiera completa e lettore ottico in un case che pesava circa 2,3 kg. Il prodotto venne realizzato dalla IBM combinando una leggera ma solida fibra di carbonio alla plastica.
- ThinkPad serie 700
  - La serie 700 (700, 701, 730 (tablet), 750, 755, 760, 765, 770 (con molti sotto-modelli)) era la punta di diamante basata su processore Intel. Schermi migliori, dischi rigidi più capienti e i più veloci processori disponibili all'epoca. Il ThinkPad 700T (2521), che era un tablet, ha aperto la strada ai ThinkPad, nel 1992.
- ThinkPad serie 800 series
  - L'unica serie di ThinkPad a girare su architettura PowerPC era la serie 800 (800/820/821/822/823/850/851/860). Montavano un processore PowerPC 603e, alla velocità di 100 MHz (166 MHz nel modello 860). L'800 usò il 603, tuttavia non fu mai chiaro se l'800 fosse sperimentale o no. Tutte le unità usavano unità SCSI 2 al posto di quelle IDE. Le unita erano tutte estremamente costose, addirittura l'850 raggiungeva i 12000 $. La serie 800 poteva eseguire Windows NT 3.5 (probabilmente anche 4.0), OS/2, AIX 4.14, Solaris Desktop 2.5.1 PowerPC Edition, e Linux.
- ThinkPad Transnote
  - Il ThinkPad TransNote è un dispositivo portatile abilitato a funzioni di scrittura e fornito di un appoggio per i fogli. I dati potevano essere inseriti tramite tastiera (con TrackPoint), attraverso il block-notes con sensore di scrittura situato al di sotto, o sullo schermo tramite uno stilo. Nonostante lo scarso successo, si tratta di un'evoluzione sostanziale dei precedenti modelli basati su penna (360P(E), 730T(E), e 750(P)).
- ThinkPad serie T20 (T20, T21, T22, T23)
  - Costruiti su base Pentium III Mobile, pesano intorno ai 2,3 kg. Contengono un processore da 0,18 μm a 700 MHz oppure da 0,13 µm a 1+ GHz. Generalmente hanno uno schermo XGA a 14,1 pollici, un dispositivo ottico Ultrabay 2000, chip grafico S3 Savage/IX-MV e chip audio Cirrus Logic CS 4614/22/24; tuttavia sono state apportate alcune variazioni nel corso del tempo; includono la ThinkLight, un LED montato nel bordo superiore dello schermo, che illumina la tastiera (attivato premendo Fn-PgUp, tasti diagonalmente opposti), e uno schermo rinforzato al titanio. Supporta schede MiniPCI, per l'utilizzo di modem e/o Ethernet. A partire dal T23, è disponibile un'antenna wi-fi interna, quindi possono essere usate schede mini-PCI Wi-Fi. È privo di sistema di protezione attiva per il disco rigido né il touchpad, apparso solo nei modelli successivi. I ThinkPad T20 sono rivestiti con gomma nera dura con brillantini. Il case ha una scocca rigida intorno per evitare deformazioni quando viene chiuso. Sono macchine belle, robuste e facili da smontare per le riparazioni.
- ThinkPad serie T30
  - Comprende un solo modello, ossia il T30. Monta un processore Intel Mobile Pentium 4 con frequenza che varia da 1,6 GHz a 2,4 GHz. La grafica è gestita da una scheda ATI Radeon 7500 con 16 MB di memoria video. Il T30 è disponibile con uno schermo da 14,1 pollici, con risoluzione di 1024×768 o 1400×1050. Dispone di un dispositivo di sicurezza integrato, touchpad UltraNav, 256 MB di memoria, un disco rigido da 20, 40 o 60 GB, Ultrabay Plus drive, wireless e Bluetooth. La scocca è in titanio composito rinforzato. L'intero case è leggermente più pesante e spesso della serie T4X.
- ThinkPad serie T4x.
  - Include T40, T41, T42, T43, e l'associata serie "p" (per "performance"; es, T43p). Normalmente, un T4x pesa 2,2 kg, è leggermente più sottile della serie 600 e offre un processore Intel Pentium M (dall'Intel Pentium M a 1,3 GHz fino all'Intel Pentium M 770 a 2,13 GHz), uno schermo LCD a 14,1 o 15 pollici (XGA, SXGA+), una GPU integrata (Intel Graphics Media Adapter 900) oppure una discreta GPU (Radeon x300, 7500, 9000, Fire GL 9000, 9600, FireGL T2, X300, o FireGL V3200), e un disco rigido che va dai 30 ai 100 GB con un sistema di protezione attiva per proteggere il disco (dal T41 in poi). I modelli "p" (workstation portatili) sono disponibili con uno schermo da 14 pollici SXGA+ o da 15 pollici UXGA FlexView con un largo angolo di visuale e una tecnologia IPS ad alta densità che consente una risoluzione massima di 1600×1200. Questi modelli a 15 pollici pesano leggermente di più degli altri, con driver ottico e batteria gigante raggiungono i 2,7 kg. Alcuni T42 e T43 contengono un sistema di sicurezza biometrico con lettura di impronte digitali.
- ThinkPad serie T60
  - Prodotta dal 2006, la serie T60 è definita la nuova generazione della serie di ThinkPad T4x; è il primo ThinkPad della serie T a montare il processore Intel Core Duo "Yonah". Questo modello ha un BIOS abilitato al VMX: pertanto, è abilitato completamente alla virtualizzazione dei sistemi operativi, attraverso le relative applicazioni.
- ThinkPad serie X20 (X20, X21, X22, X23, X24)
  - Pentium III Mobile, con clock-rate variabile dai 500 MHz agli 1,13 GHz. Schermo da 12,1 pollici XGA, e una scheda video ATi Rage Mobility M1 (X20, X21) o una Radeon Mobility M6 (X22, X23, X24). Utilizza schede miniPCI, e può supportare sia modem che una rete ethernet. A partire dall'X22, venne integrato il supporto wireless già di serie sulla macchina. I drive Ultrabay 2000 sono supportati grazie alla base d'alloggiamento, mentre le batterie possono assicurare oltre 5 ore di autonomia.
- ThinkPad serie X30 (X30, X31, X32)
  - Pentium III Mobile (X30), Pentium M Banias (X31) o Pentium M Dothan (X32), schermo da 12,1 pollici XGA, processore grafico dedicato (ATI M6 con 16 MB, non condivisa con la RAM), Bluetooth su alcuni modelli (aggiornabile), WLAN (b, b/g superiore a/b/g), FireWire, slot per schede Compact Flash. Drive ottico assente. Molte opzioni come seconda batteria, MediaSlice (per batterie e Ultrabay), duplicatore di porte, base d'alloggiamento (alcune con slots PCI)
- ThinkPad serie X40
  - Probabilmente il più leggero della serie X, pesa intorno a 1,2 kg, ed è il 25% più leggero del suo predecessore, l'X31[4]. Il modello X41t rappresenta un altro tentativo di introdurre i tablet PC sul mercato.  I ThinkPad sono i laptop più popolari tra gli sviluppatori di OpenBSD, e l'X40 è uno dei laptop meglio supportati da questo sistema operativo.
- ThinkPad serie X60
  - A partire dal 2006 il modello X60 entra in commercio: il primo ThinkPad della serie X a montare un processore Intel Core Duo. Il processore Core Duo L2400 (Low Voltage - Basso voltaggio) sul modello X60s assicurava più di 7 ore di vita alla batteria e oltre 10 ore se usato moderatamente. Nota: Non è dotato di lettore ottico, come gli altri della serie.
- ThinkPad serie Z60
  - Lanciato nel 2006, i modelli Z60 e Z61; i primi modelli della serie Z a usare la tecnologia Intel "Yonah" Dual Core. Sono anche i primi ThinkPad con uno schermo in formato Widescreen a 16:9 e ad integrare il tasto Windows, dall'epoca dell'iSeries 1200.

## Lenovo UltraBay
UltraBay è il nome dato da IBM al dispositivo sostituibile. Introdotto nei Thinkpad serie 750, è stato ridisegnato quasi ad ogni generazione di ThinkPad, portando un po' di confusione. La seguente tabella mostra i differenti tipi di UltraBay, in che modello sono utilizzati, e che dispositivi sono disponibili. Notate che il dispositivo ottico nella serie G non è UltraBay, quindi non è rimovibile.
Nelle diverse versioni sono cambiate le dimensioni dei drive accettati, per esempio, le prime serie A, T e X series possono accettare periferiche UltraBay devices più spesse di 12,5 mm, mentre le attuali serie T e X sono limitate a periferiche non più spesse di 9,5 mm.

## Nomenclatura dei Lenovo UltraBay
| Tipi di UltraBay  | Caratteristiche                                                                                       | Periferiche disponibili                                                            |
| ----------------- | --- | ---------------------------------------------------------------------------------- |
| UltraBay          | Tutti i 760 e 765                                                                                     | FD, CD, Extra PCMCIA, HD, Batteria, ZIP-100                                        |
| UltraBay II       | 770, 770E, 770ED, 770X, 770Z                                                                          | FD, CD/DVD, CD-RW/DVD, HD, Batteria, ZIP-100, ZIP-250, LS-120                      |
| UltraBay FX       | 390, 390E, 390X                                                                                       | FD, CD/DVD, CD-RW/DVD, Batteria                                                    |
| UltraSlimBay      | 570, 570E, 600, 600E, 600X                                                                            | FD, CD/DVD, CD-RW/DVD, HD, Batteria, ZIP-100, ZIP-250, LS-120                      |
| UltraBay 2000     | A20, A21, A22, T20, T21, T22, X20, X21, X22, X23, X24                                                 | FD, CD/DVD, CD-RW/DVD, Multiburner, HD, Batteria, ZIP-100, ZIP-250, LS-120, LS-240 |
| UltraBay Plus     | A30, A30p, A31, A31p, R30, R31, R32, R40, T23, T30, X30, X31                                          | tutti i dispositivi UltraBay 2000, WorkPad Cradle, Tastierino numerico             |
| UltraBay Slim     | R50, R50p, R51, R52, Z60t, Z60m, Z61t, Z61m, T40, T40p, T41, T41p, T42, T42p, T43, T43p, X4 UltraBase | CD/DVD, CD-RW/DVD, Multiburner, HD, Batteria                                       |
| UltraBay Enhanced | R50, R50p, R51, R52, Z60m, Z61m                                                                       | CD/DVD, CD-RW/DVD, Multiburner, e tutti i dispositivi UltraBay Slim                |

## Curiosità
- Alcuni ThinkPad (X60, T60, X200, R400, T400, T500, W500[5]) sono tra i pochi dispositivi supportati dal BIOS open source libreboot.
- Circa cento portatili ThinkPad, sia con marchio IBM che con marchio Lenovo, sono in orbita sulla Stazione spaziale internazionale. I ThinkPad sono gli unici laptop ad aver ottenuto la certificazione, dopo alcune modifiche, per il volo spaziale in assenza di gravità.[6]